# Ingeborg Hunzinger

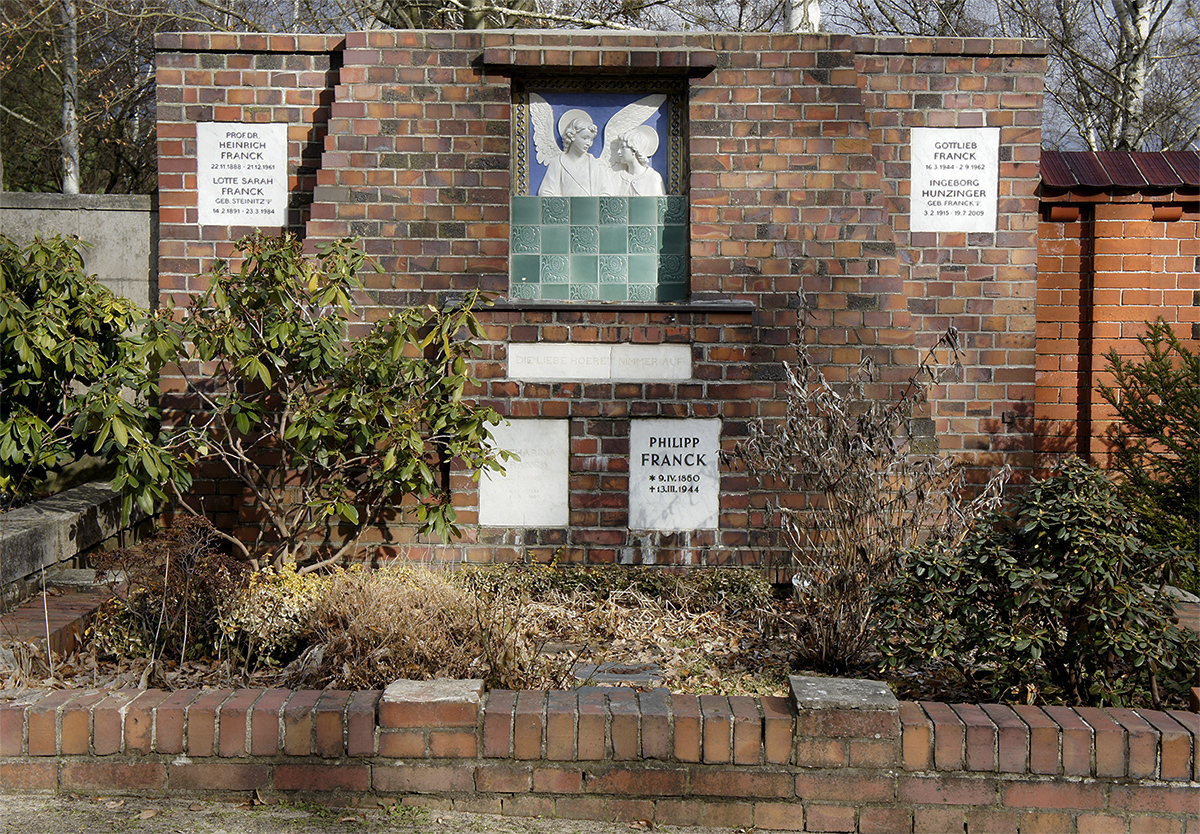
Tomba d'Ingeborg Hunzinger en la tomba familiar Franck, Alter Friedhof Wannsee, Berlín

Ingeborg Hunzinger   (Berlín, 3 de febrer de 1915 - Berlín, 19 de juliol de 2009) fou una escultora alemanya, filla del químic Hans Heinrich Franck, neta del pintor Philipp Franck i àvia de l'escriptora Julia Franck.

## Dades biogràfiques
La mare de Hunzinger era jueva, i pertangué fins al 1932 al Partit Comunista. Començà al 1935 a estudiar en la Facultat de Belles Arts i Arts Aplicades. En el curs de 1938-1939 fou alumna de Ludwig Kasper. La Cambra de Cultura del Reich li prohibí estudiar al 1939, i emigrà a Itàlia; en arribar a Florència, conegué l'artista alemany Helmut Ruhmer, membre de la Vil·la Romana i més tard, a Roma, visqué a la Vil·la Massimo. Hunzinger es refugià a Sicília, on la seguí Ruhmer. A la fi de 1942, torna forçosament a Alemanya, on passa els darrers anys de guerra a la Selva Negra i donà a llum dos fills. No se li permeté casar-se amb Helmut Ruhmer, pare dels seus fills, a causa de les lleis racistes.
Després que Ruhmer caiguera en els darrers dies de la guerra, Ingeborg es casà a mitjans anys 50 amb Adolf Hunzinger, pare del seu tercer fill. Després del divorci amb Hunzinger, es casà en els anys 60 amb l'escultor Robert Riehl.
Al Berlín Oriental, obriren un estudi d'art. Del 1951 al 1953 Hunzinger estudia amb Fritz Cremer i Gustav Seitz. Ella es dedicà a la docència en l'Acadèmia d'Art de Berlín-Weissensee,[1] i treballà des del 1953 a Berlín-Rahnsdorf com a artista independent.
Malgrat la seua pertinença al SED i més tard al Die Linke, es negà a acceptar tant l'Orde del Mèrit Patriòtic (en alemany Vaterländischer Verdienstorden) com el Premi Nacional de l'Alemanya de l'Est (en alemany Nationalpreis der DDR).

## Obres (selecció)
- 1959: Mutter mit Kindern - Mare amb fills, escultura de pedra arenisca en el triangle d'Auer, Berlín-Friedrichshain
- 1970: Stürzende - Convergència, escultura de pedra arenisca de les víctimes de camí a la mort en el camp de concentració de Sachsenhausen, a partir d'abril de 1945 a Parchim en un parc entre l'escola Goethe i l'Hospital
- 1974: Die Erde - la terra, escultura a Monbijoupark, Berlín-Mitte
- 1987: Escultura de la façana de la Köpenick Rathaus, Berlín
- 1993: Wiedersehen - Adeu, escultura al pati de la Memòria de la Setmana sagnant de Köpenicker al juny de 1933, Berlin Koepenick, Puchanstraßi 12
- 1995: Block der Frauen - bloc de les dones, escultura a Berlín per commemorar les protestes del carrer Rosenstraße
- 1996: relleus de ceràmica Karl-Liebknecht i Mathilde Jacob a l'entrada de la casa, de Franz Mehring-Platz 1, Berlín
- 1996: Älteres Paar - Parella d'ancians, al parc Püttbergeweg, Berlin Rahnsdorf
- 1997: Pegàs darrere de la Strandhalle Ahrenshoop
- 1998: Der Sizilianische Traum - El somni de Sicília, a l'Hotel Alexander Plaza, Berlín-Mitte

## Galeria

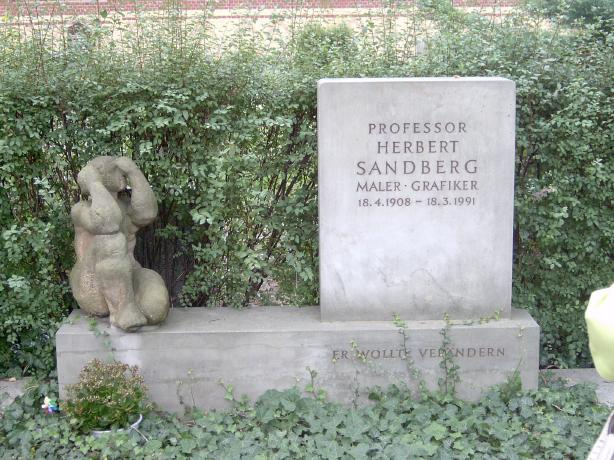
la dona plorant davant la tomba del professor Herbert Sandberg
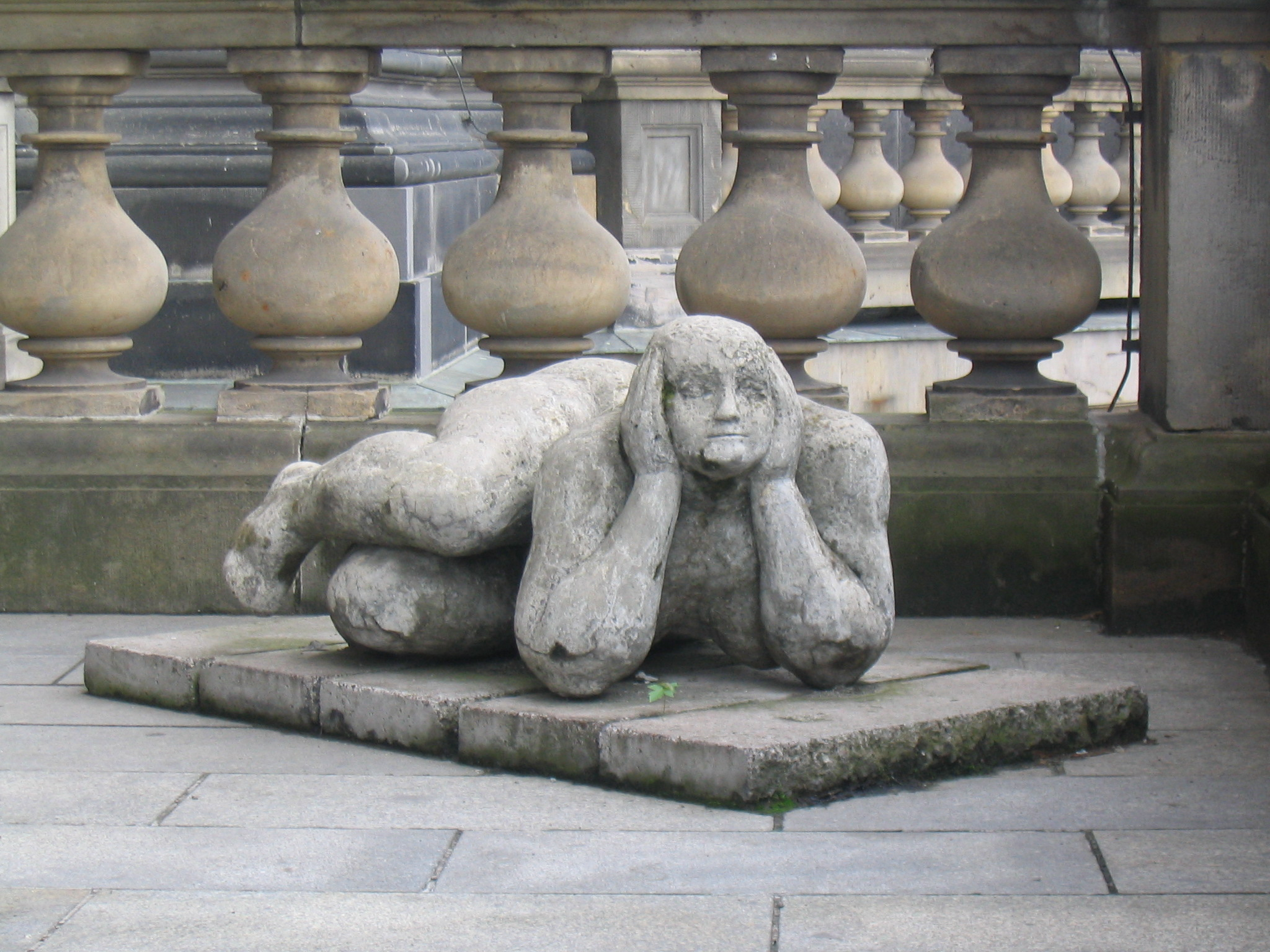
Die Sphinx (1975), Berlin-Mitte
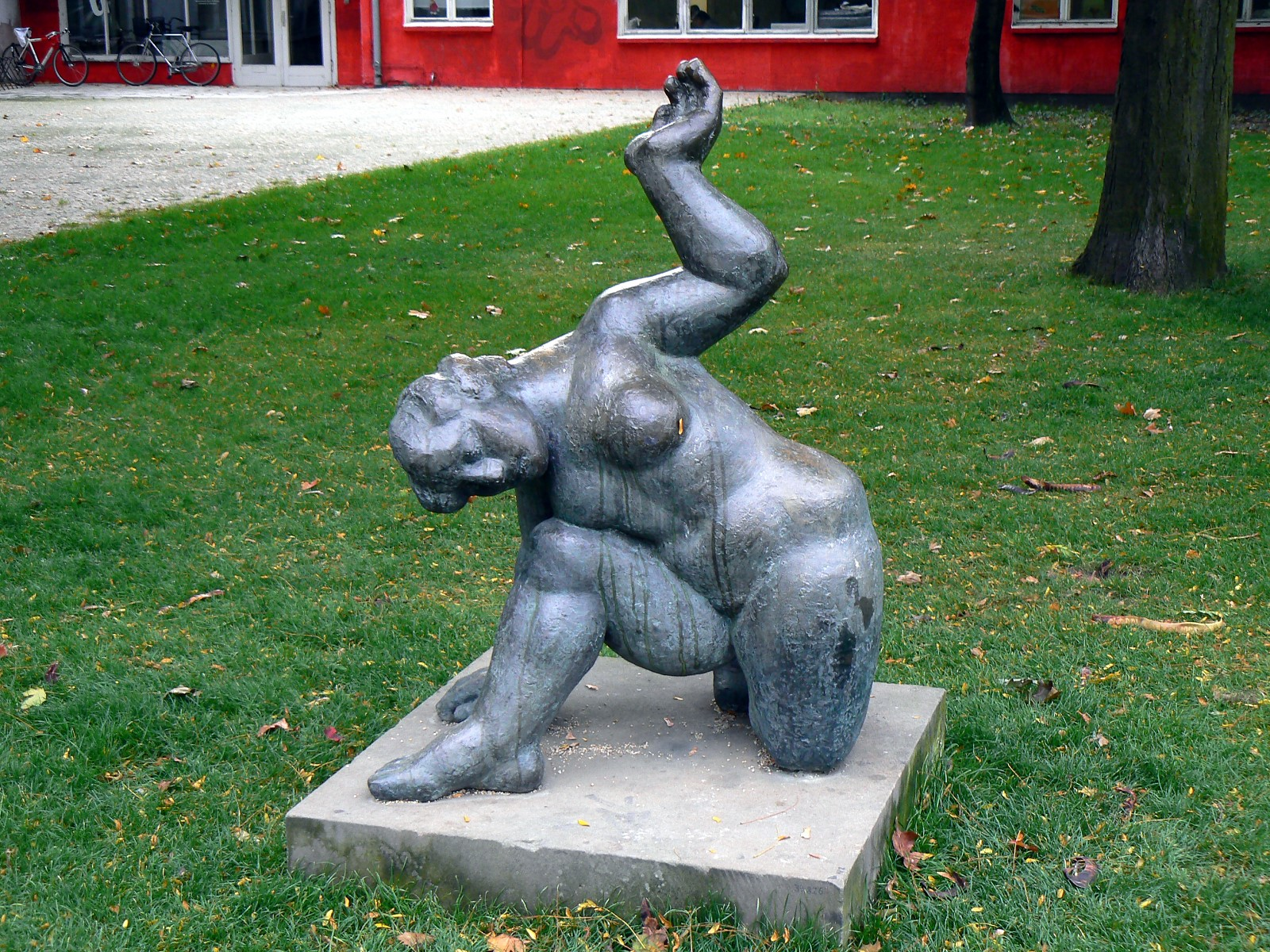
L'escultura de la terra (Monbijoupark a Berlín)
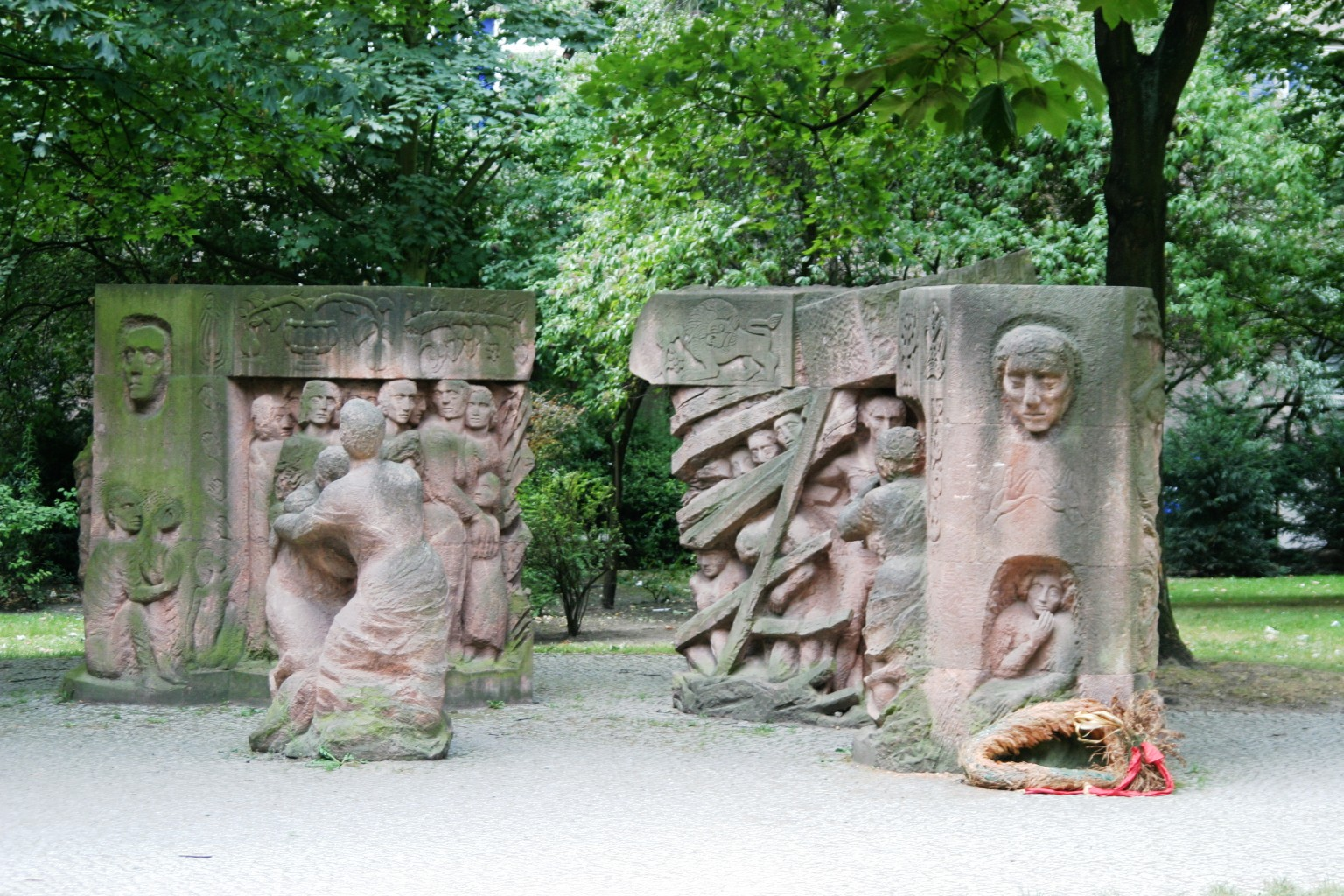
Bloc de les dones
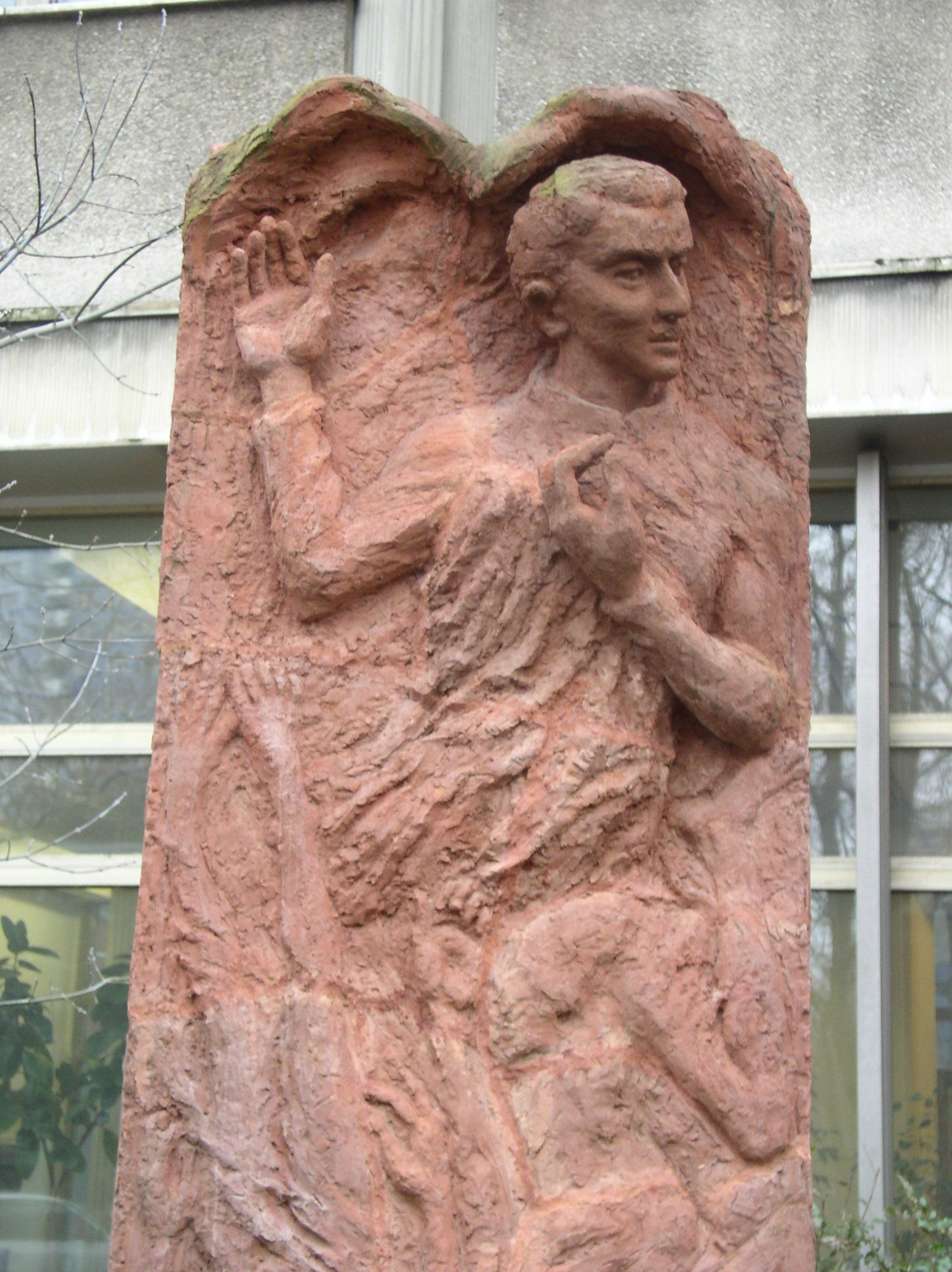
Relleu de terracota, a l'entrada de la casa Karl Liebknecht (Jacob i Matilda), a Franz Mehring-Platz, 1, Berlín
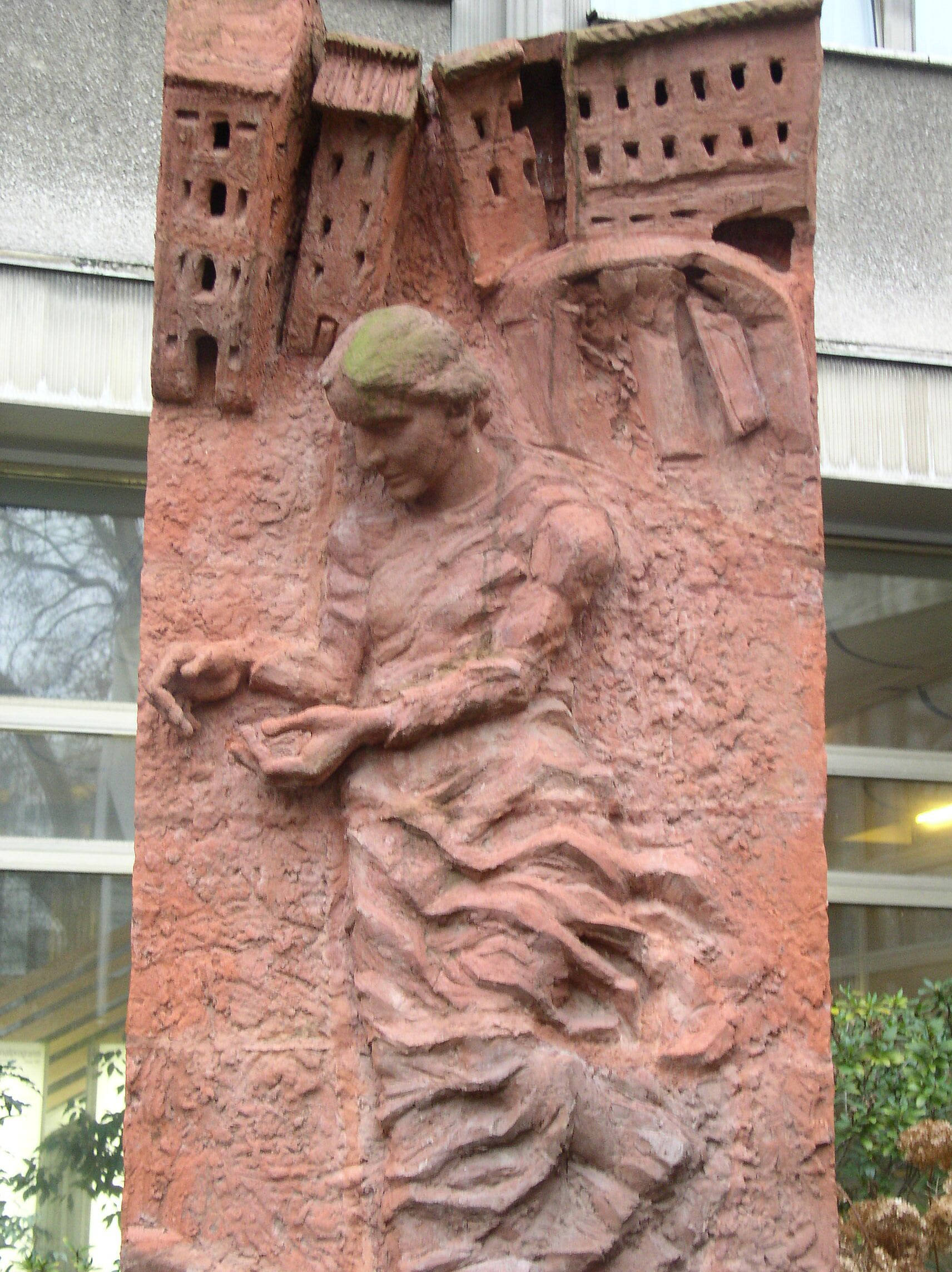
Relleu en terracota dedicat a Matthilde Jacob
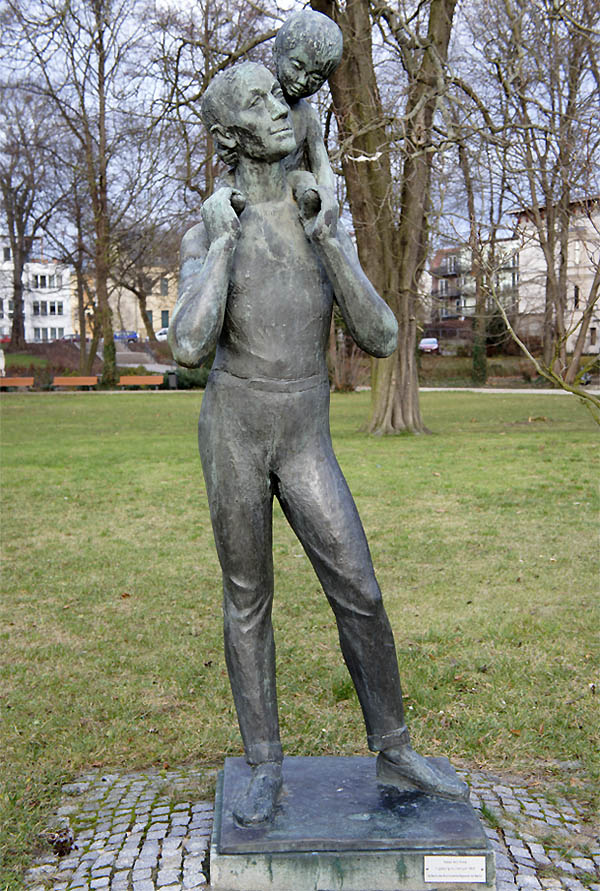
Pare i fill, 1958
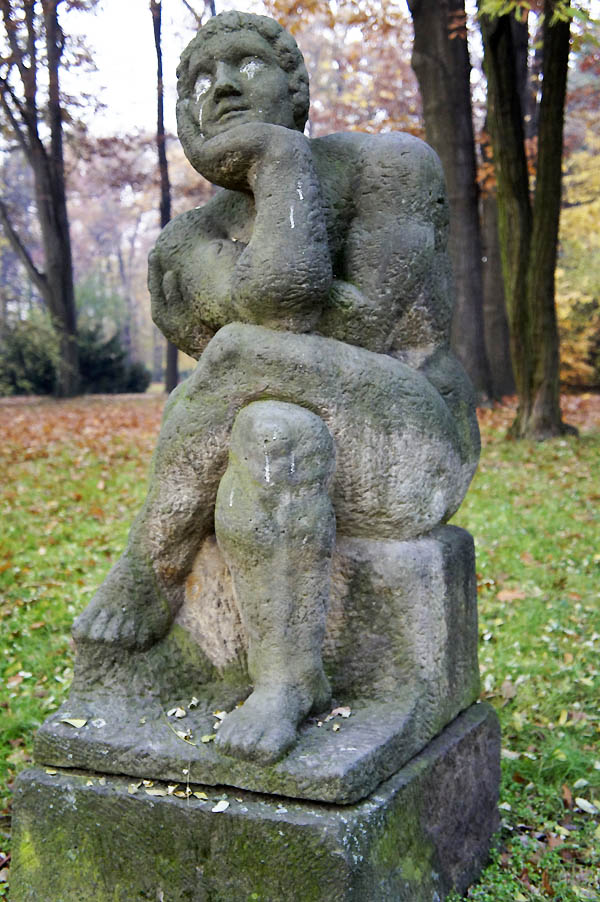
Meditació, 1980
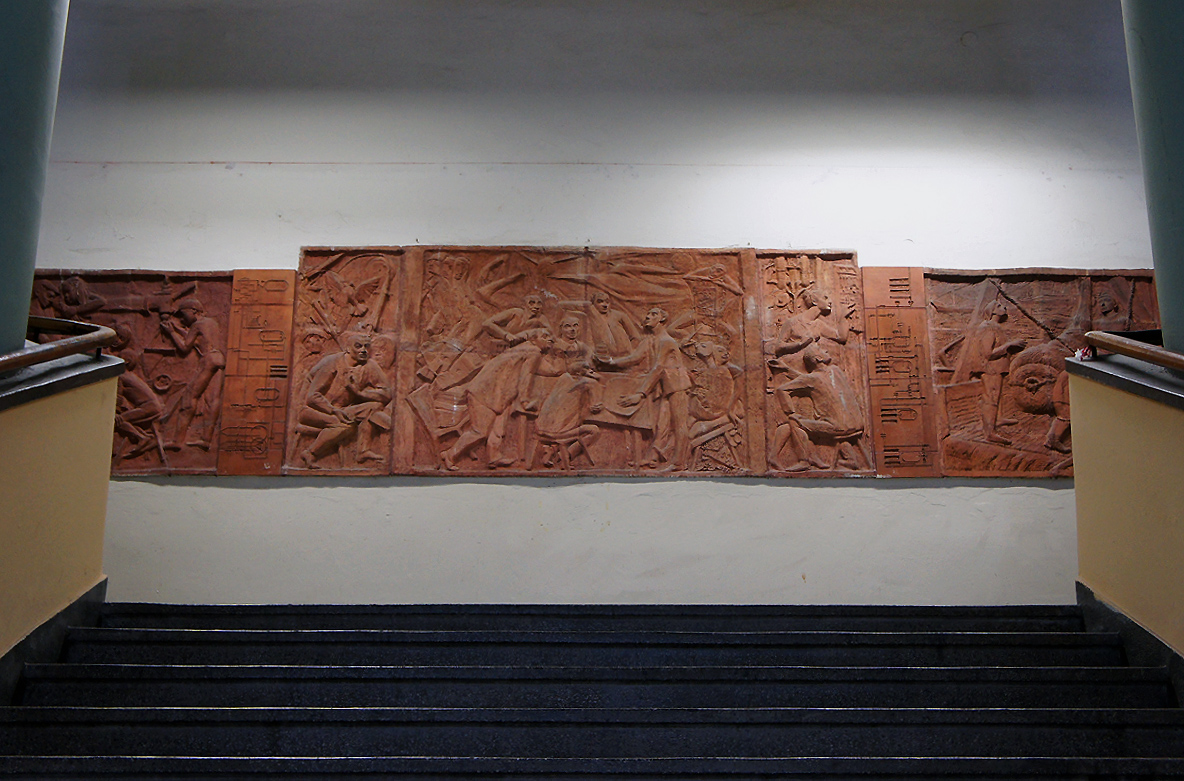
Virtuts i vicis del socialisme, 1966
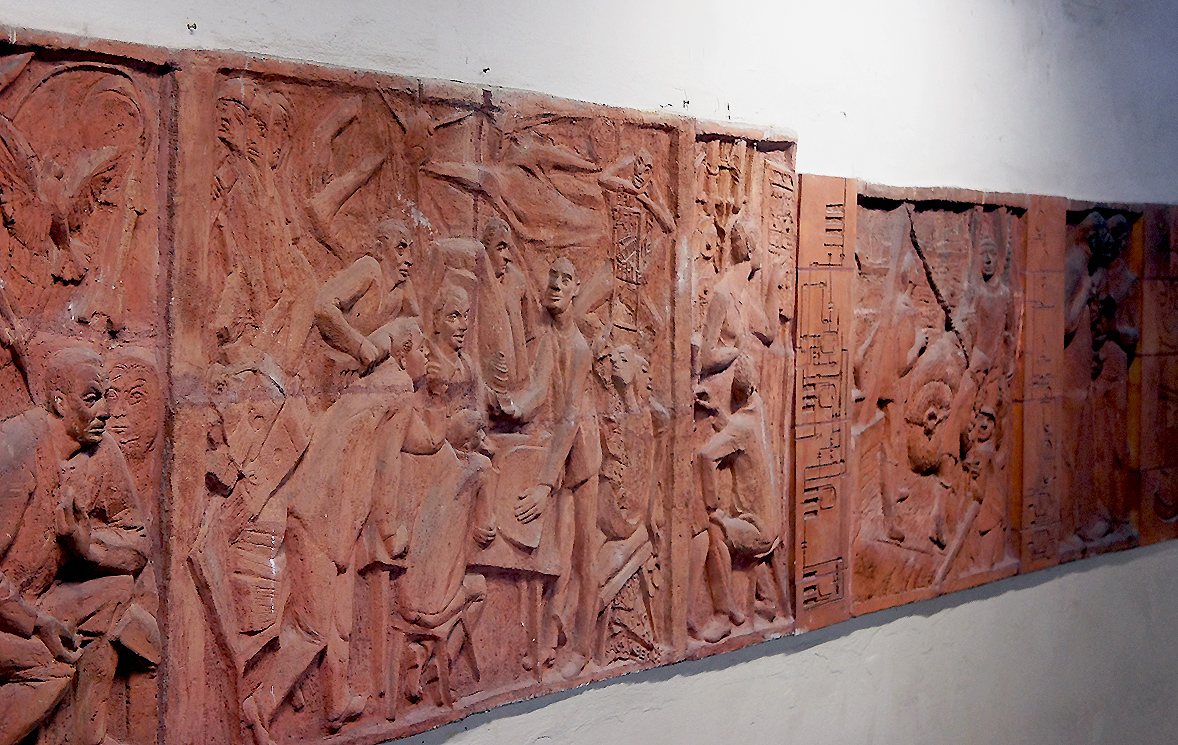
Virtuts i vicis del socialisme, 1966
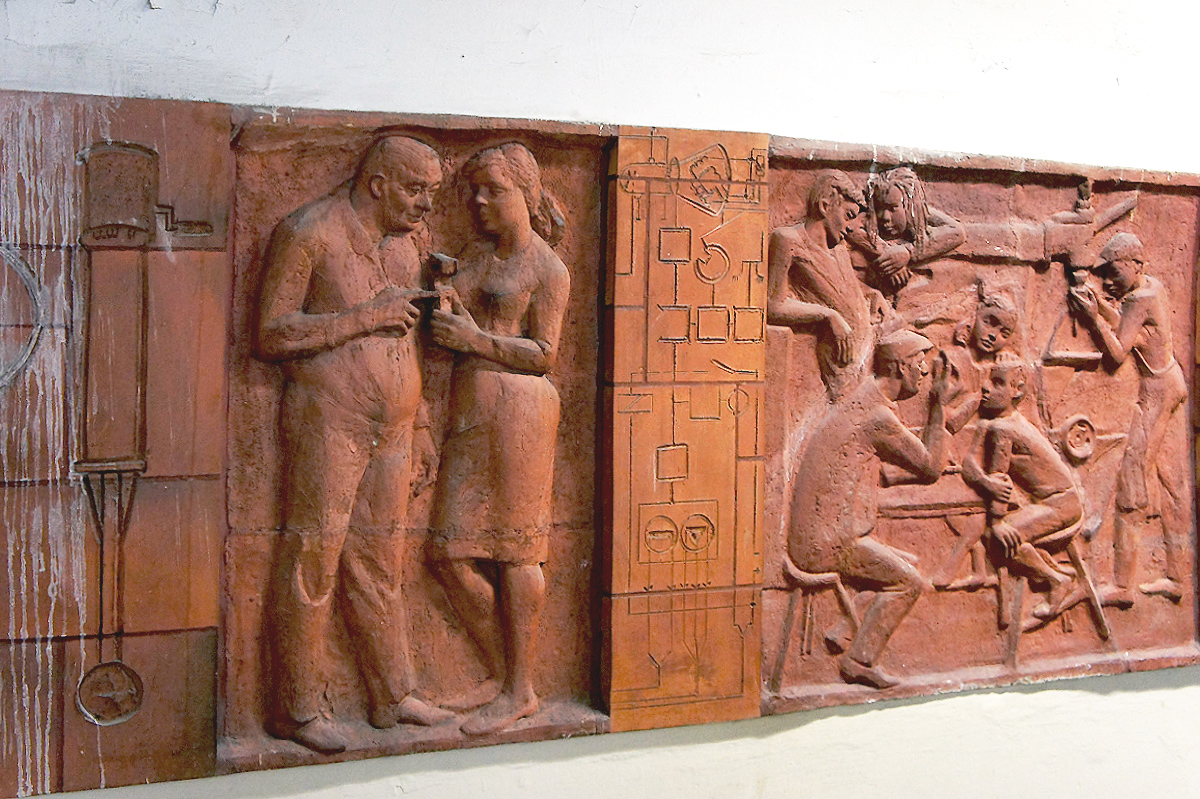
Virtuts i vicis del socialisme, 1966
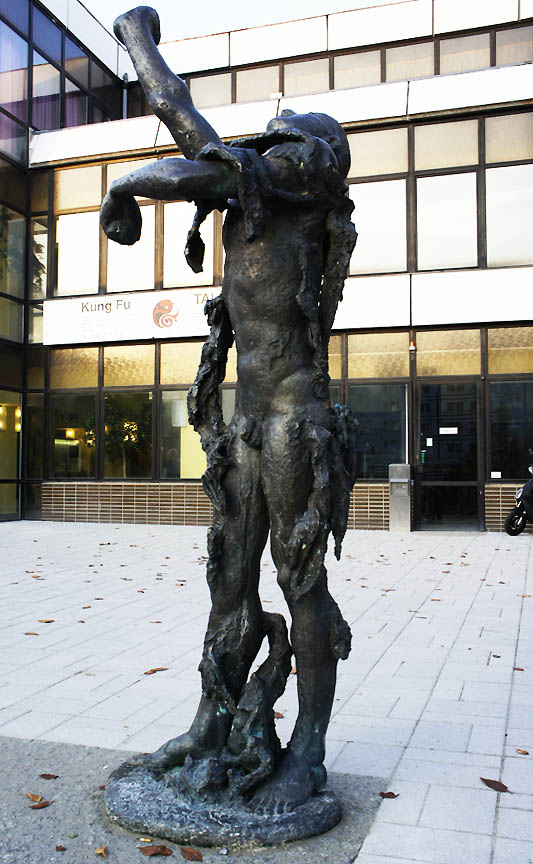
Libertador, 1991
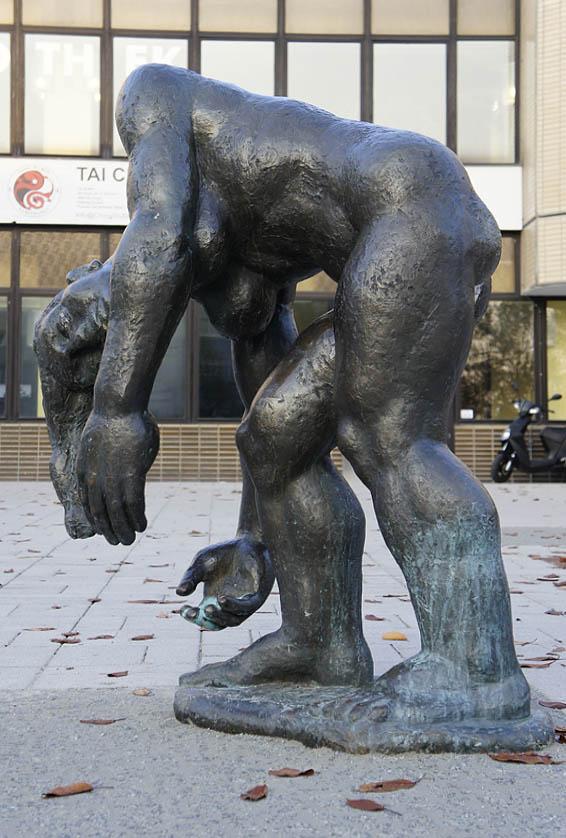
Libertador, 1987
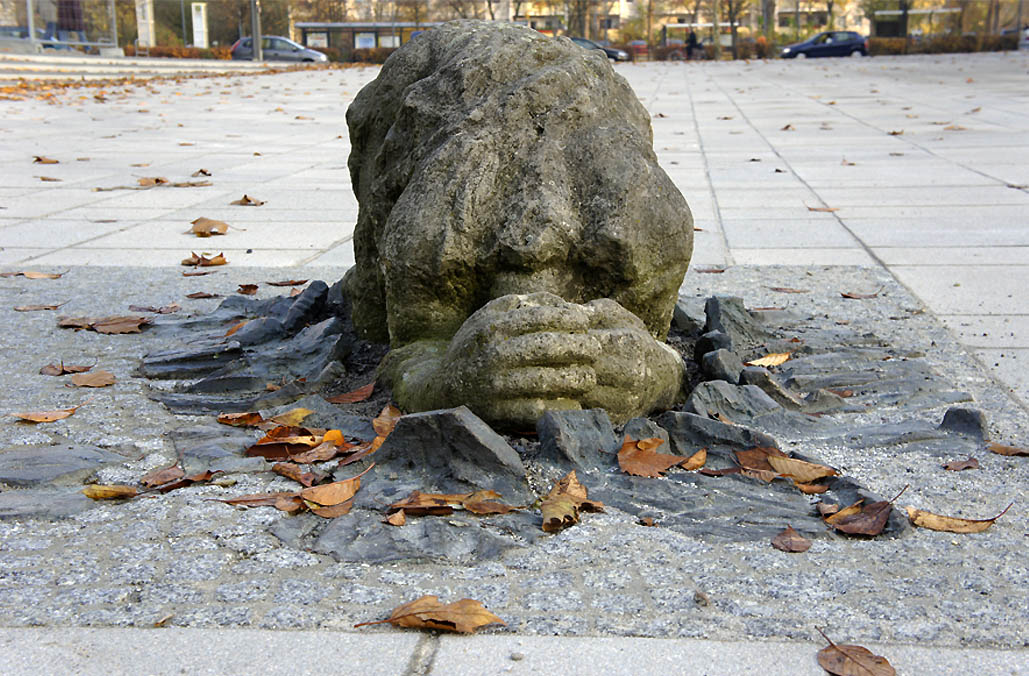
La copejada, 1985
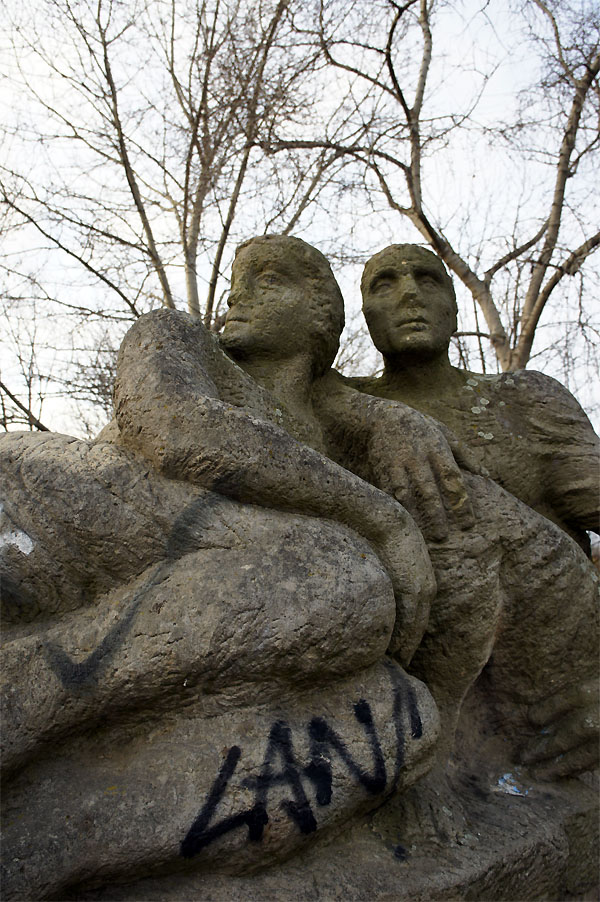
La parella (detall), 1987
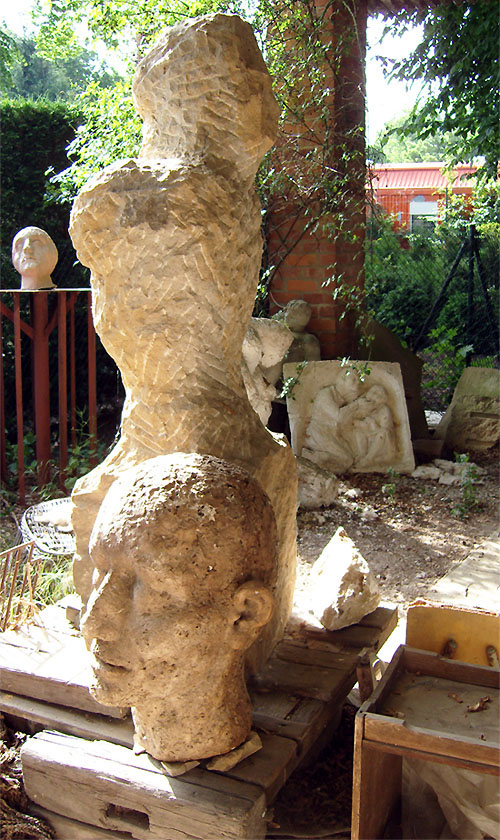
Estudi d'estiu, Berlin-Rahnsdorf
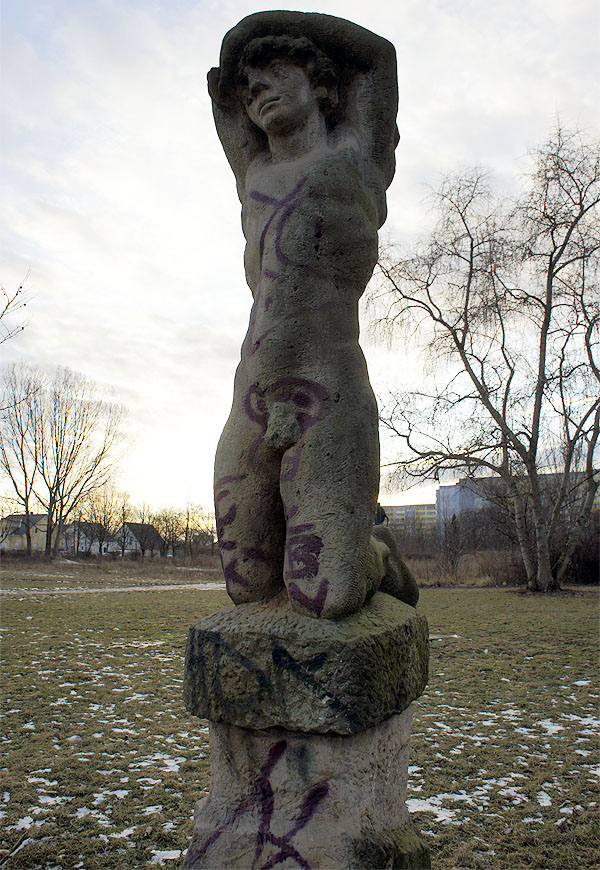
El jove, 1987
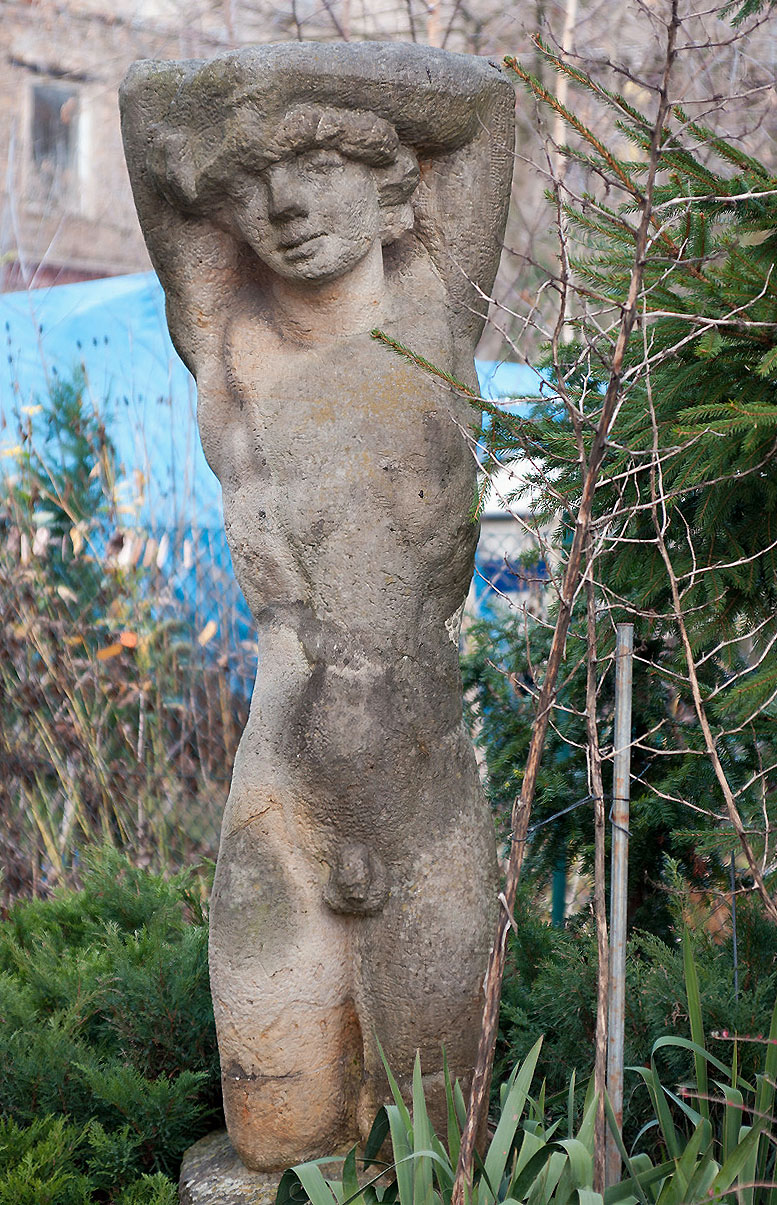
El noi, 1986
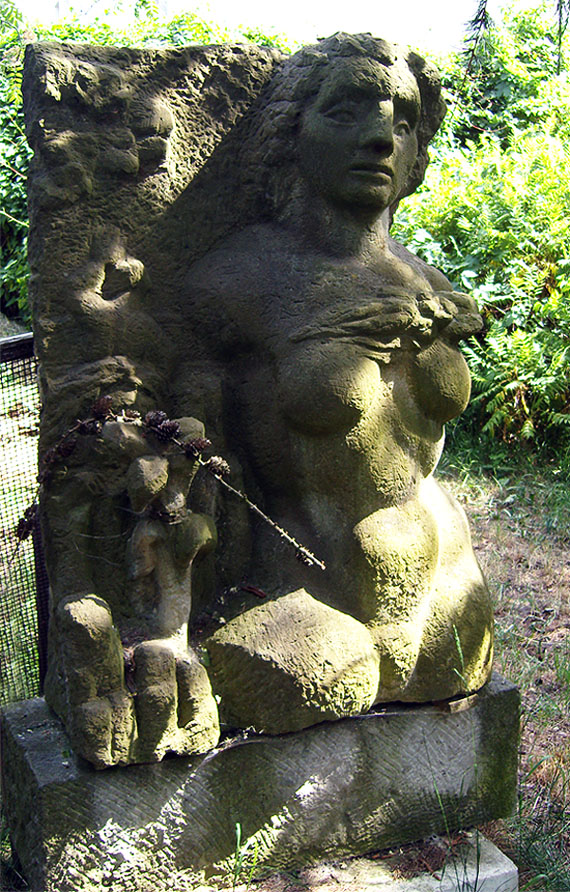
L'evolució, 1987
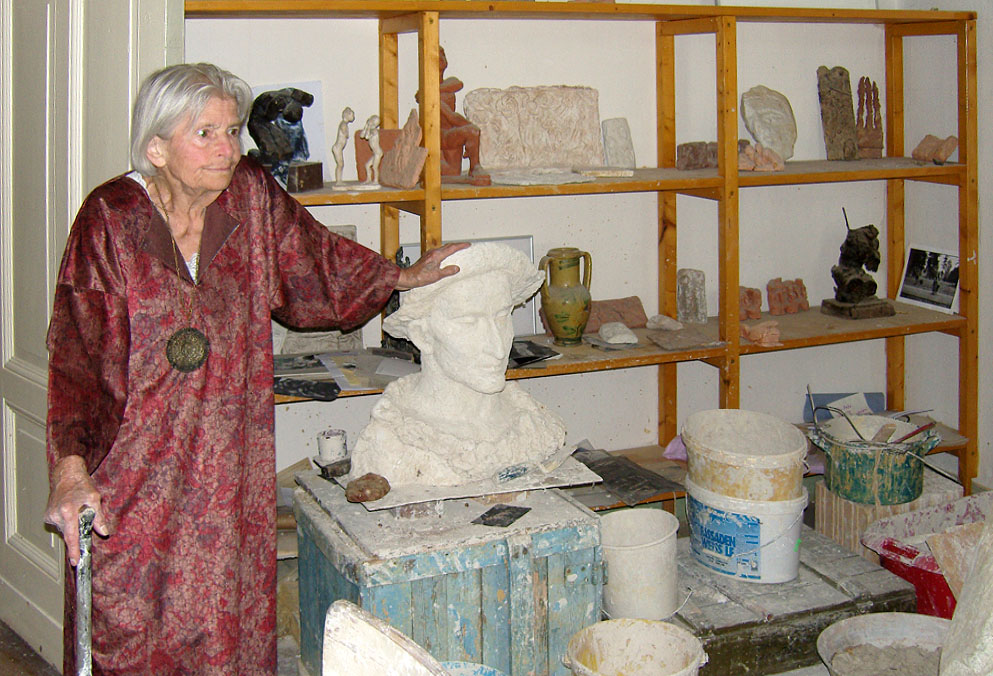
Ingeborg Hunzinger en el seu estudi, Berlin-Rahnsdorf